# Tiempo de Alabar
Tiempo de Alabar es una banda argentina que canta música cristiana. Se formaron el 6 de febrero de 2016 en Burzaco, Buenos Aires, para participar como banda musical en el Congreso Caleb de los jóvenes de la Iglesia Adventista del Séptimo Día. Desde ese entonces cantan en distintas ciudades de Buenos Aires, incluyendo iglesias, parques y otros escenarios.

## Sencillos
- Amigo fiel Ft. Alexis Quinteros (2020)
- Cuán grande es su amor - Desde casa (2020)
- Noche de paz (2019)
- Somos tus manos Ft. Fe mayor (2019)
- Fe y acción (2019)
- Vivir tu reposo Ft. Fe mayor (2018)
- Tiempo de alabar (2018)
- Más que pasión - En vivo (2016)

## Músicos

### Actuales
- Cristian Sánchez Esquivel: primer tenor, violín, ukelele, sintetizador (2016-).
- Alejandro Córdoba: piano (2016-).
- Alexis Córdoba: guitarra (2016-).
- Debora Elizabeth Cabral: soprano (2019-).
- Micaela Giménez Klatt: contralto (2020-).
- Nicolás Puzín: percusión, bajo (2021-).

### Exmiembros
- Estela Aguilera: contralto (2016-2019).
- Germán Petravicius: primer tenor (2016-2019).